# 1968 في إيطاليا
فيما يلي قوائم الأحداث التي وقعت خلال عام 1968 في إيطاليا.

## سياسة

### تعيين في المنصب
- 5 يونيو – إنريكو برلينغوير عضو مجلس النواب في الجمهورية الإيطالية.
- 5 يونيو – ساندرو برتيني رئيس مجلس النواب الإيطالي [الإنجليزية]‏.
- 24 يونيو – جيوفاني ليوني رئيس وزراء إيطاليا.
- 12 ديسمبر – ماريانو رومور رئيس وزراء إيطاليا.

### انتهاء فترة المنصب
- 5 يونيو – أمنتوري فانفاني وزير الخارجية.
- 24 يونيو – ألدو مورو رئيس وزراء إيطاليا.
- 12 ديسمبر – جيوفاني ليوني رئيس وزراء إيطاليا.

## رياضة
- 1 يناير – بطولة أمم أوروبا لكرة القدم 1968 الفائز منتخب إيطاليا لكرة القدم.

## ظهور
- 1 يناير – مجلة فورزا ميلان

## أفلام
من الأفلام التي صدرت هذه السنة في إيطاليا:
- 1 يناير – حدث ذات مرة في الغرب من إخراج سرجيو ليون.
- 1 يناير – روميو وجولييت من إخراج فرانكو زافاريلي.

## مواليد

### يناير
- 13 يناير – جياني موربيديلي سائق سيارة سباق إيطالي.
- 17 يناير – ماسيميليانو كابيولي لاعب كرة قدم إيطالي.
- 20 يناير – غابرييل دبيا متسابق دراجات نارية إيطالي.

### فبراير
- 6 فبراير – بيرجيورجيو بونتيمبي متسابق دراجات نارية إيطالي.
- 17 فبراير – جوزيبي سينيوري لاعب كرة قدم إيطالي.

### مارس
- 15 مارس – سابرينا ساليرنو مغنية إيطالية.

### أبريل
- 11 أبريل – جياني سوليناس مدرب كرة قدم إيطالي.

### مايو
- 8 مايو – عمر كمبورس لاعب كرة مضرب إيطالي.

### يونيو
- 4 يونيو – دافيدي بيرونا درّاج طريق إيطالي.
- 13 يونيو – فابيو بالداتو درّاج إيطالي.
- 25 يونيو – كلاوديو كولديبيلا لاعب طرة سلة إيطالي.
- 26 يونيو – باولو مالديني لاعب كرة قدم إيطالي.

### يوليو
- 9 يوليو – باولو دي كانيو لاعب كرة قدم إيطالي.
- 27 يوليو – ماريا غراتسيا كوسينوتا ممثلة إيطالية.

### أغسطس
- 4 أغسطس – أليساندرا زوتشلي لاعبة كرة سلة إيطالية.
- 6 أغسطس – أندريا ترينشيري مدرب كرة سلة إيطالي.
- 11 أغسطس – لورنزو برناردي لاعب كرة طائرة إيطالي.
- 21 أغسطس – أنتونيو بيناريفو لاعب كرة قدم إيطالي.
- 28 أغسطس – جيانلوكا بورتولامي درّاج طريق إيطالي.

### سبتمبر
- 25 سبتمبر – كريستيانو ميجليوراتي متسابق دراجات نارية إيطالي.

### أكتوبر
- 2 أكتوبر – ستيفانو رسكوني لاعب كرة سلة إيطالي.
- 10 أكتوبر – فرانسيسكو مانشيني لاعب كرة قدم إيطالي.
- 13 أكتوبر – ماوريتسيو جانز لاعب كرة قدم إيطالي.
- 15 أكتوبر – ماتيو غاروني مخرج أفلام إيطالي.

### نوفمبر
- 7 نوفمبر – أنتونيلا بيلوتي متسابقة دراجات إيطالية.
- 8 نوفمبر – سيرجيو بوريني لاعب ومدرب كرة قدم إيطالي.
- 11 نوفمبر – دييغو فوزر لاعب كرة قدم إيطالي.

### ديسمبر
- 5 ديسمبر – روبرتا كابوا مذيعة إيطالية.
- 8 ديسمبر – دوريانو رومبوني متسابق دراجات نارية إيطالي.
- 11 ديسمبر – فابريزيو رافانيلي لاعب كرة قدم إيطالي.
- 18 ديسمبر – ريكاردو بيتيس لاعب كرة سلة إيطالي.
- 19 ديسمبر – أنطونيو روسي سياسي إيطالي.
- 29 ديسمبر – أليساندرو جراميجني متسابق دراجات نارية إيطالي.

## وفيات

### يونيو
- 10 يونيو – أنطونيو بسنتي (مواليد 1908) درّاج طريق إيطالي.
- 14 يونيو – سالفاتوري كوازيمودو (مواليد 1901) كاتب إيطالي.
- 30 يونيو – جول روسي (مواليد 1914) درّاج طريق إيطالي.

### يوليو
- 7 يوليو – أوغو فريجيريو (مواليد 1901) منافِس أوليمبي إيطالي.
- 12 يوليو – فرانشيسكو مورانو (مواليد 1872)

### أغسطس
- 14 أغسطس – برونو كيزو (مواليد 1916) لاعب كرة قدم إيطالي.

### سبتمبر
- 23 سبتمبر – بادري بيو (مواليد 1887) كاهن إيطالي.

### ديسمبر
- 18 ديسمبر – جيوفاني ميسي (مواليد 1883)
- 21 ديسمبر – فيتوريو بوتسو (مواليد 1886) لاعب ومدرب كرة قدم إيطالي.